# Olena Pidhrushna
Olena Bilosiuk-Pidhrushna (en ukrainien : Олена Михайлівна Підгрушна, Olena Mykhaïlivna Pidhrouchna), née le 9 janvier 1987 à Legnica en Pologne, est une biathlète ukrainienne.

## Biographie
Olena Pidhrushna est née en Pologne, mais passe son enfance près de Ternopil, en Ukraine. Sa carrière démarre à l'été 2004 au niveau international. Pidhrushna est sélectionnée pour la Coupe du monde en 2007 à Lahti. Lors de la saison 2008-2009, elle inscrit ses premiers points et gagne le relais d'Oberhof aux côtés de Valj Semerenko, Vita Semerenko et Oksana Khvostenko. Elle prend part aux Jeux olympiques d'hiver de 2010, où son meilleur résultat est une douzième place sur la mass start.
Elle monte sur son premier podium individuel en Coupe du monde en se classent deuxième du sprint d'Östersund derrière Tora Berger le 1er décembre 2012. Elle se révèle en 2013, notamment lors des Championnats du monde, en décrochant le titre en sprint, devenant la première ukrainienne championne du monde de biathlon et deux autres médailles, en argent sur le relais et en bronze sur la poursuite. Elle est nommée sportive ukrainienne de l'année 2013.
Le 21 février 2014, alors que de violents affrontements se déroulent à Kiev dans son pays, Olena Pidhrushna présente aux Jeux olympiques de Sotchi, décroche la médaille d'or lors de l'épreuve de relais (4 × 6 km), en compagnie de Vita Semerenko, Valj Semerenko et Yuliia Dzhima.

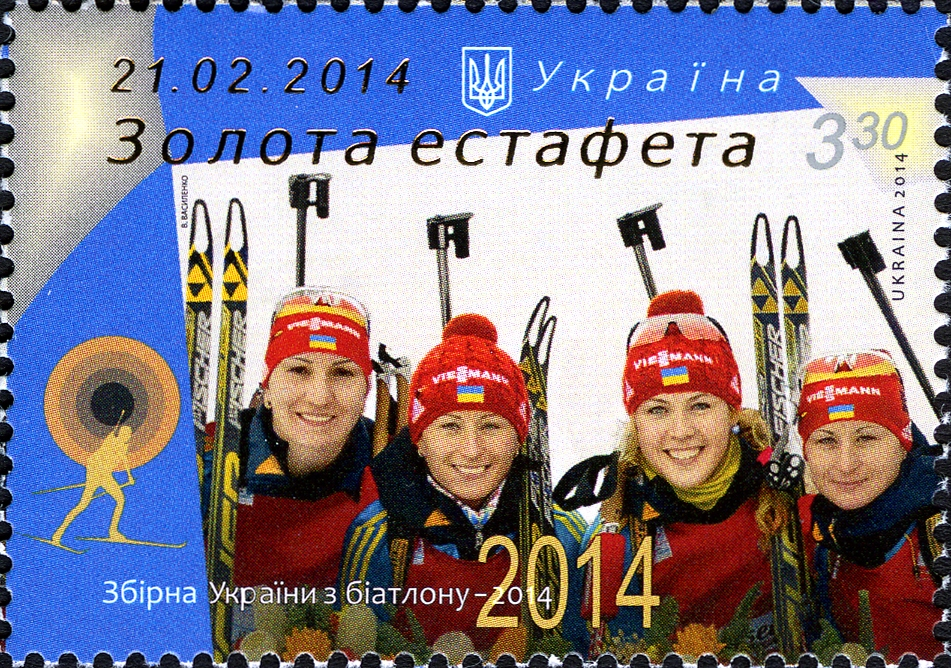
Elles eurent droit à un timbre en Ukraine.

Elle interrompt sa carrière sportive quelques semaines plus tard, devenant ministre de la jeunesse et des sports, puis revient au biathlon pour la saison 2015-2016, décrochant directement deux podiums à Östersund. À Canmore, elle s'impose sur le sprint trois après sa première victoire aux Mondiaux. C'est ainsi qu'elle obtient le meilleur classement général en Coupe du monde de sa carrière avec le septième rang. Aux Championnats du monde 2017, elle est médaillée d'argent avec le relais ukrainien.
Elle se qualifie pour les Jeux olympiques d'hiver de 2018, où elle est le porte-drapeau de la délégation ukrainienne. Cependant, elle ne prend part à aucune course.
Elle se marie en mai 2021, et porte le nom de son mari depuis la saison 2021-2022.

## Palmarès

### Jeux olympiques
| Épreuve / Édition              | Individuel | Sprint | Poursuite | Départ en masse | Relais                         | Relais mixte                     |
| Jeux olympiques 2010 Vancouver | 32e        | 17e    | 20e       | 11e             | 6e                             | Épreuve inexistante à cette date |
| Jeux olympiques 2014 Sotchi    | 8e         | 26e    | 22e       | 7e              | Médaille d'or, Jeux olympiques | —                                |
| Jeux olympiques 2022 Pékin     | —          | —      | —         | —               | 7e                             | —                                |

Légende :
- : première place, médaille d'or
- : pas d'épreuve
- — : Non disputée par Pidhrushna

### Championnats du monde
| Mondiaux \ Épreuve      | Individuel | Sprint               | Poursuite                 | Départ en masse | Relais                    | Relais mixte |
| 2009 Pyeongchang        | 16e        | —                    | —                         | —               | DNF                       | —            |
| 2011 Khanty-Mansiïsk    | 24e        | 30e                  | 18e                       | 23e             | DSQ                       | —            |
| 2012 Ruhpolding         | 14e        | —                    | —                         | —               | 6e                        | —            |
| 2013 Nové Město         | 11e        | Médaille d'or, monde | Médaille de bronze, monde | 11e             | Médaille d'argent, monde  | —            |
| 2016 Holmenkollen       | DNF        | 16e                  | 5e                        | 18e             | 5e                        | 4e           |
| 2017 Hochfilzen         | 10e        | 34e                  | DNS                       | —               | Médaille d'argent, monde  | 5e           |
| 2020 Antholz-Anterselva | —          | 4e                   | 13e                       | 24e             | Médaille de bronze, monde | —            |
| 2021 Pokljuka           | 43e        | 11e                  | 7e                        | 12e             | Médaille de bronze, monde | 4e           |
| 2023 Oberhof            | —          | 43e                  | 48e                       | —               | 14e                       | —            |

Légende :
- : première place, médaille d'or
- : deuxième place, médaille d'argent
- : troisième place, médaille de bronze
- — : Non disputée par Pidhrushna
- DNF : abandon
- DSQ : disqualifiée

### Coupe du monde

#### Classements en Coupe du monde
| Saison    | Classement général final | Individuel | Sprint | Poursuite | Mass start |
| 2006-2007 | nc                       |            | nc     | nc        |            |
|           |                          |            |        |           |            |
| 2008-2009 | 52e                      | 28e        | 70e    | 52e       |            |
| 2009-2010 | 29e                      | 15e        | 31e    | 31e       | 25e        |
| 2010-2011 | 25e                      | 20e        | 28e    | 25e       | 26e        |
| 2011-2012 | 31e                      | 9e         | 35e    | 51e       | 29e        |
| 2012-2013 | 8e                       | 19e        | 8e     | 4e        | 14e        |
| 2013-2014 | 27e                      | 21e        | 20e    | 34e       | 30e        |
|           |                          |            |        |           |            |
| 2015-2016 | 7e                       | 12e        | 5e     | 7e        | 7e         |
| 2016-2017 | 33e                      | 5e         | 37e    | 55e       | 30e        |
| 2017-2018 | 52e                      | nc         | 61e    | 35e       |            |
| 2018-2019 | 43e                      | 34e        | 38e    | 67e       | 36e        |
| 2019-2020 | 25e                      | 67e        | 27e    | 21e       | 27e        |
| 2020-2021 | 39e                      | 39e        | 35e    | 45e       | 34e        |
| 2021-2022 | 46e                      |            | 42e    | 43e       | 52e        |
| 2022-2023 | 59e                      | 58e        | 53e    | 65e       |            |

#### Détail des victoires
| Saison / Épreuve | Individuel | Sprint                   | Poursuite | Mass start | Total |
| 2012-2013        |            | Nové Město (Ch du monde) |           |            | 1     |
| 2015-2016        |            | Canmore                  |           |            | 1     |
| Total            | 0          | 2                        | 0         | 0          | 2     |

#### Podiums
- 28 podiums[5] :
  - 8 podiums individuels : 2 victoire, 2 deuxièmes places et 4 troisièmes places.

| Résultat  | Individuel | Sprint | Poursuite | Départ en masse | Total |
| --------- | ---------- | ------ | --------- | --------------- | ----- |
| 1re place | 0          | 2      | 0         | 0               | 2     |
| 2e place  | 0          | 1      | 1         | 0               | 2     |
| 3e place  | 1          | 2      | 1         | 0               | 4     |

- - 17 podiums en relais : 5 victoires, 8 deuxièmes places et 4 troisièmes places.
  - 3 podiums en relais mixte : 2 deuxièmes places et 1 troisième place.

| Résultat  | Relais | Relais mixte | Total |
| --------- | ------ | ------------ | ----- |
| 1re place | 5      | 0            | 5     |
| 2e place  | 8      | 2            | 10    |
| 3e place  | 4      | 1            | 5     |

mise à jour : 22 février 2020

### Championnats d'Europe
- 3 médailles d'or en relais : 2009, 2011 et 2012.
- Médaille d'or du sprint et de la poursuite en 2012.
- Médaille d'argent du relais en 2010.
- Médaille d'argent de l'individuel en 2011.
- Médaille d'argent du super sprint en 2020.

### Championnats du monde junior
Olena Pidhrushna a remporté une médaille de bronze en individuel en 2006 en quatre participations aux Championnats du monde junior en 2005, 2006, 2007 et 2008.
| Mondiaux \ Épreuve | Individuel         | Sprint | Poursuite | Relais |
| 2005 Kontiolahti   | 12e                | 24e    | 32e       | 7e     |
| 2006 Presque Isle  | Médaille de bronze | 17e    | 12e       | 7e     |
| 2007 Martell       | 26e                | 6e     | 12e       | 10e    |
| 2008 Ruhpolding    | 15e                | 34e    | 31e       | 6e     |